# 007 Racing
007 Racing è un videogioco di genere simulatore di guida basato sulla fortunata serie di James Bond. Il videogioco è stato sviluppato da Eutechnyx e pubblicato dalla Electronic Arts nel 2000 esclusivamente per PlayStation. Questo gioco segna la settima apparizione di Pierce Brosnan nei panni del famoso agente segreto nonostante l'attore non presti la propria voce in questo videogioco.

## Modalità di gioco
In 007 Racing il giocatore veste i panni del famoso agente britannico James Bond al volante dei più famosi veicoli presenti nei primi 19 film di 007. Tra le auto sono presenti l'Aston Martin DB5, famosa per il film Missione Goldfinger, la Lotus Esprit dei film La spia che mi amava e Solo per i tuoi occhi, la BMW Z8 di Il mondo non basta e altre 7 automobili. Ogni auto ha diversi gadget e diverse armi progettate da Q, storico alleato di Bond. L'obiettivo del gioco è distruggere i propri nemici mentre si è alla guida dell'auto.

## Accoglienza
Il videogioco ha avuto un responso mediocre da parte di Metacritic che gli ha dato solo 51/100 mentre da GameSpot ha ricevuto il voto di 5,3.